# 2005世界物理年
2005年被国际纯粹与应用物理学联合会定为世界物理年，以紀念愛因斯坦在一百年前發表五篇 里程碑性的論文，并表彰愛因斯坦對近代物理產生的深遠的影響。

2005 世界物理年活動標誌

## 背景
在1905年愛因斯坦一共發表五篇 富有創造性的論文，分別是有關於布朗運動、光電效應、狹義相對論、質能等價。開啟了相對理論、量子理論和布朗運動理論三門領域的的大門，建立重要基石。在論文發表的當時，原子與分子的真實性都尚未明確之前，愛因斯坦以他驚人的創造力開創了物理學的新紀元，以此豐富今後科學研究及人類的生活，因此後人稱此年為愛因斯坦的奇蹟年。
就在論文發表一百週年的前夕，2000年十二月歐洲物理學會（EPS）在柏林所召開的第 3 屆國際物理科學會議，會議中有超過40個與會學會決議將2005年訂為「世界物理年」，並獲得国际纯粹与应用物理学联合会（IUPAP）、聯合國教科文組織（UNESCO）等相關學會與組織的響應，以慶祝這奇蹟年的一百週年。
物理學不只在我們的日常生活扮演著不可或缺的角色，並對現代社會產生重大衝擊；為提升社會大眾對物理學有更廣泛的了解與認知。国际纯粹与应用物理学联合会（IUPAP）遂將2005年訂為「世界物理年」，藉舉辦各種活動使科學家有機會與一般民眾的互動，並分享他們的自己對物理的遠景與信念。

## 關於愛因斯坦
阿尔伯特·爱因斯坦（Albert Einstein，1879年3月14日－1955年4月18日），德國理論物理學家。生於巴伐利亞的烏爾姆，在慕尼黑、阿勞及蘇黎世聯邦理工學院求學。1901年取得瑞士國籍，在瑞士專利局任檢查員(1902年－1905年)，同時開始發表論文。1909年任蘇黎世大學教授，1911年任布拉格大學教授，1912年再任蘇黎世大學教授。1914年任柏林威廉皇家物理研究所所長一職。1921年獲頒諾貝爾物理學獎。於希特勒上台後離開德國，在牛津大學和劍橋大學執教。1934年起在美國普林斯顿高等研究院工作。1940年成為美國公民。後半生致力於統一場論。戰後極力主張核子武器的國際管制。逝世於普林斯頓。

## 活動主題
- 提升公眾對物理的瞭解。
- 物理學教育。
- 培育未來物理人才
- 二十一世紀物理學的挑戰。
- 推動物理在開發中國家的發展。
- 女性物理人。
- 從埃及和古希臘到近代物理─物理學的文化傳承。

## 相關活動

### 讓物理光耀世界

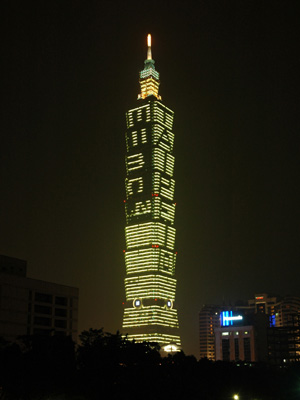
2005年4月19日顯示的質能互換公式「E=mc²」

由奧地利的兩位教授Dr. Max E. Lippitsch和Sonja Draxler（奧地利卡爾·弗朗岑斯大學物理系）發起。在2005年4月19日紀念愛因斯坦逝世五十週年。
- 2005年4月19日，用燈光在台北101外牆上打出質能互換公式（E=mc²），紀念愛因斯坦逝世五十週年。

### 愛因斯坦在你家
二十世紀初愛因斯坦顛覆了我們所認識的宇宙，愛因斯坦預測重力波的存在而且無所不在。在相對論發表100年後的今天我們有能力驗證愛因斯坦的預測，而你有機會參與這個重力波搜尋計畫。Einstein@Home，是一個由威斯康星大學密爾沃基分校主辦，基於BOINC計算平台的分散式計算項目。

### 註
1. 1 2 3  
T W Hänsch; H Schmidt-Böcking and H Walther. . J. Phys. B: At. Mol. Opt. Phys. 38. 2005  [2009-08-20]. doi:10.1088/0953-4075/38/9/E01 （英语）.
2. ↑  .   [2009-08-18]. （原始内容存档于2010-03-02） （英语）.
3. ↑  .   [2009-08-18]. （原始内容存档于2009-11-19） （英语）.
4. ↑  .   [2009-08-20]. （原始内容存档于2005-04-06）.
5. ↑  .   [2009-08-20]. （原始内容存档于2009-03-31） （英语）.
6. ↑  .   [2009-08-20]. （原始内容存档于2008-11-08） （英语）.

## 外部連結
- The World Year of Physics
- .   [2009-09-14]. （原始内容存档于2019-04-10） （英语）.
- 2005世界物理年讓物理光耀世界（臺灣）